# 本田秀伸
本田 秀伸（ほんだ ひでのぶ、1975年9月27日 - ）は、日本の元プロボクサー。第25代日本ライトフライ級王者。宮崎県西諸県郡高原町出身。日章学園高等学校卒業。

## 来歴
中学時代は少林寺空手で初段を取得。日章学園ではボクシング部主将を務め、高校総体フライ級で10位の成績を残し卒業後、大阪のグリーンツダボクシングジムへ移籍した。
1994年9月19日、大阪府立体育会館でのジュニアバンタム級（現在のスーパーフライ級）4回戦でグリーンツダジムからプロデビュー。3RKO勝利を収めた。
1996年12月3日、プロ10戦目で日本ジュニアフライ級（現在のライトフライ級）王座を獲得し、1999年1月までに6度の防衛を果たす（後に返上）。ジムの先輩井岡弘樹・山口圭司や、東京に出稽古した際の帝拳ジムの八尋史朗らとのスパーリングで実力や技術を蓄えていった。
王座返上後、OPBF東洋太平洋王者やタイ王者等との試合を精力的にこなし、WBA、WBC共に、世界ランキングを2位まで上昇させる。この時期と前後して、紙一重で相手のパンチを見切り、相手のパンチを殆ど食らわない本田のボクシングスタイルを象徴するニックネーム「ディフェンスマスター」が定着した。
2002年11月26日、ポンサクレック・クラティンデーンジムの持つWBC世界フライ級王座に挑戦。ポンサクレックの強打を殆ど回避するという高度なディフェンス技術を見せるも、手数の少なさが災いして12R判定負け。
2003年10月4日、両国国技館にてデビュー以来23連続KO（ベネズエラ連続KO記録）中のWBA世界スーパーフライ級王者アレクサンデル・ムニョスの世界王座に挑戦した時も12R判定で敗れたが、ムニョスの強打を空転させ、ムニョスの連続KO記録をストップするなど、高いディフェンス技術を見せた。
2004年8月7日、プロ5戦目の新鋭名城信男と対戦。この試合は本田にとって3度目の世界挑戦の前哨戦となるはずであったが、よもやの10回判定負け。この敗戦で世界ランクから脱落し、1度目の引退。なお、この試合に勝利した名城はその後、2006年7月22日に8戦目でWBA世界スーパーフライ級王座を獲得する。
2006年10月29日、2年ぶりの試合でウォー・バルティキルを相手にほぼフルマークの判定で勝利し、再起に成功。同年12月30日、元OPBF王者で現役タイ王者のクマントーン・チュワタナと対戦し、危なげなく10R判定勝利。再起2勝目を飾り、日本・東洋ランキングに復帰。
2007年3月20日、元日本スーパーフライ級王者で世界挑戦経験者の名護明彦と対戦。専門誌等では本田の勝利を予想する声が多かったが、0-2の判定で敗れる。12月24日に一戦し判定勝ちを収めた。
2009年8月29日、王者のホームタウン三次市で中広大悟の持つ日本スーパーフライ級王座に挑戦し、93-97、95-96、95-95の0-2で判定負けを喫した。同年12月28日の再起戦では日本スーパーフライ級9位として日本バンタム級3位の冨山浩之介とバンタム級6回戦を行い、2Rにダウンを奪って3-0（59-55、59-55、58-56）の判定勝利を収めた。
2010年11月2日、神戸文化ホールで、マルコム・ツニャカオが持つ東洋太平洋バンタム級王座に挑戦するも、5R1分28秒TKO負けを喫して、東洋太平洋王座獲得はならなかった。
2010年11月10日付のブログにて引退を発表した。
同年12月23日、大阪府立体育会館にて、WBA世界スーパーフライ級タイトルマッチの前座にて、ラストファイトの相手となったマルコム・ツニャカオ（真正）とともに、引退スパーを行った。

## 獲得タイトル
- 第25代日本ライトフライ級王座（防衛6）